# Арчис
Арчис (арм. Արճիս) — село в Тавушской области Армении.

## География
Село расположено в 2 км от трассы Ереван — Тбилиси рядом с рекой Дебед в 22 км к западу от Ноемберяна, 28 км к северо-востоку от Алаверди соседнего марза Лори и в 17 км к юго-востоку от грузинского города Садахло. Рядом расположены сёла Айрум и Лчкадзор Тавушской области, а также сёла Шнох и Техут Лорийской области.
В результате пропуска прибавившихся вод с ГЭС “Айрум”, на территории села повредился мост. Поврежден мост (ширина – 11.9 м, длина – 17 м), находящийся на 77-м км автомагистрали “М-6” Ванадзор-Алаверди государственной границы, и движение стало односторонним и опасным. На место события отбыли министры ЧС и транспорта и связи Армении, заместитель губернатора Тавушской области, начальники Ноемберянской полиции и ЗАО “Чаншин”, мэр Айрума, главы сел Арчис и Лчкадзор, директор ГЭС “Айрум”, территориальный инспектор службы национальной безопасности Ноемберяна. Из ГЭС “Айрум” был прекращен поток прибавившейся воды, после чего над мостом разрешили движение только легковым автомобилям, а движение грузовых машин было обеспечено по объездной автодороге – через город Иджеван.

## Экономика
Близ одного из сосоедних сёл - Техут расположено крупное медно-молибденовое месторождение — Техутское. Запасы медно-молибденовой руды на месторождении составляют около 450 млн тонн. В данный момент месторождение в стадии разработки.